# Macabro (film 1958)
Macabro (Macabre) è un film del 1958, diretto dal regista William Castle.
Si trattava di una delle prime incursioni di Castle nell'utilizzo degli espedienti promozionali, che lo resero poi famoso. A ogni cliente veniva consegnato un certificato per una polizza sulla vita di 1.000 dollari della Lloyd's di Londra, nel caso in cui fosse morto di paura durante il film.

## Trama
Il dottor Barrett vive con la figlia Marge di tre anni e la sua tata Miss Kushins. La città ha perso fiducia in lui e solo la sua assistente gli rimane fedele, l'infermiera Polly Baron, la quale cerca di convincerlo a lasciare la città, ma Barrett non vede l'ora di sposare Sylvia. A un certo punto, Marge scompare da casa, dove è stata vista l'ultima volta mentre giocava con il suo orsacchiotto. Il dottore riceve una misteriosa telefonata in cui l'interlocutore afferma di aver rapito Marge e di averla sepolta viva aggiungendo che si trova in compagnia dei morti e che gli restano soltanto 4-5 ore per ritrovarla. Così il dottor Barrett, insieme a Polly, inizia la ricerca della piccola partendo dal cimitero locale.